# ناجی‌کولکد

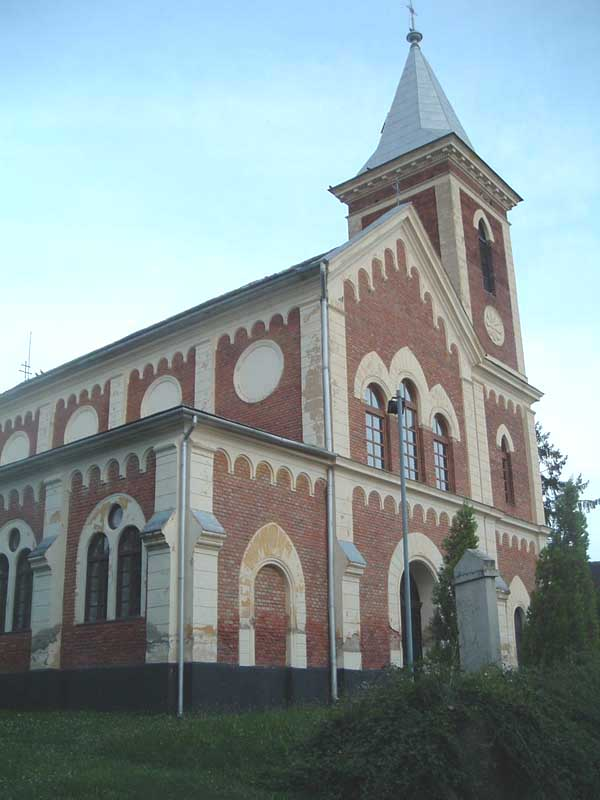
کلیسای کاتولیک رومی در ناجکولکد مجارستان.

ناجیْ‌کولکِد (به مجاری:  Nagykölked) یک روستا در مجارستان است که در واش واقع شده‌است. نادی‌کولکد ۹٫۷۸ کیلومتر مربع مساحت و ۱۵۹ نفر جمعیت دارد.